# Ludwig Johannes Christian Hoff
Ludwig Johannes Christian Hoff (ur. 29 grudnia 1795 w Laage, zm. 24 kwietnia 1854 w Krakowie) – pastor ewangelicko–augsburski.

## Życiorys
W latach 1819–1821 studiował w Missionsschule w Berlinie oraz Seminarium Stansted w Londynie. Na ziemie polskie został skierowany przez Londyńskie Towarzystwo Szerzenia Chrześcijaństwa wśród Żydów. Prowadził działalność misyjną i duszpasterską początkowo w Memelu, Königsbergu, a od 10 kwietnia 1822 w Warszawie. Ordynowany 24 stycznia 1824 w Warszawie. Organizował parafie i prowadził działalność duszpasterską w Piotrkowie Trybunalskim (1824 – 1827), Radomiu (1827 – 1829), Lublinie (1829 – 1841), i Krakowie (1841 – 1854).
W Krakowie planował zorganizować kolonię dla prozelitów. Założył i prowadził cegielnię wyrabiającą kafle wysokiej jakości. Śmierć nie pozwoliła mu na dalszą realizację zamierzeń.
Dzieci z pierwszego małżeństwa z Augustą Gertrudą Sieg:
- Teofil (używał imienia Bogumił) – agronom, etnograf, krajoznawca, „odkrywca” i propagator Wisły,
- Marianna,
- Georg,
- Lidia,
- Teodor (używał również imienia Bogdan) – farmaceuta, chemik, nauczyciel, wynalazca, członek licznych Towarzystw Naukowych
- Rebeka (Charlote) używała imienia Karolina

Dzieci z drugiego małżeństwa z Fryderyka Schück:
- Augusta Gertruda Terezya.

## Publikacje
- Die Weissagung Jesaias deren Inhalt Erklärungen, richtiger Sinn und Genaue Erfüllung (Proroctwo Izajasza, …) Warszawa 1843
- Die Mosaischen Opfer, nach ihrer sinnbildlichen und vorbildlichen Bedeutung. Ein Beitrag zum richtigen Würdigung der Israelitischen Gottesverehrung in früherer Zeit. (Ofiara mojżeszowa, jej symboliczne i figuralne znaczenie ….) Warszawa 1854.